# Shady Tree
Shady Tree é uma personagem fictícia do filme 007 Os Diamantes São Eternos, de 1971, sétimo da franquia cinematográfica do espião inglês James Bond, criado por Ian Fleming. Um velho humorista dos palcos, ele é interpretado no filme pelo ator Leonard Barr, ele também um velho comediante stand up de longa carreira no show business norte-americano e tio do ator e comediante Dean Martin. Seu nome vem do gangster Michael "Shady" Tree, personagem existente no livro de Fleming, com características diferentes.[carece de fontes?]

## No filme
Personagem que é um dos momentos de humor de filme, Tree é um velho comediante stand-up de vaudeville que faz shows no hotel-cassino de Willard Whyte com sua vedetes mas ao mesmo tempo faz parte da organização que trafica diamantes para Ernst Stavro Blofeld. Ele aparece salvando a vida de Bond, jogado desmaiado dentro de um caixão no forno crematório do cemitério, quando descobre que os diamantes entregues por ele, sob identidade falsa, são falsos.
Bond descobre posteriormente que ele faz um show no hotel e vai ao espetáculo onde Tree conta piadas de humor ácido e crítico cercado por verdetes de biquínis emplumados. Ele resolve fazer-lhe uma visita nos camarins para conhecer seu papel na organização mas a dupla de capangas de Blofeld  Mr. Wint e Mr. Kidd chega primeiro e mata Shady, eliminado mais um daqueles que teve qualquer contato anterior com os diamantes.